# Umpeau
Umpeau ist eine französische französische Gemeinde mit 403 Einwohnern (Stand: 1. Januar 2022) im Département Eure-et-Loir in der Region Centre-Val de Loire (bis 2015 Centre). Sie gehört zum Arrondissement Chartres und zum Gemeindeverband Chartres Métropole. Die Bewohner werden Unipéliens genannt.

## Geografie
Die Gemeinde Umpeau liegt im Norden der Landschaft Beauce, 15 Kilometer östlich von Chartres und etwa 60 Kilometer südwestlich von Paris. Das 11,49 km² umfassende Gemeindegebiet ist flach, annähernd baumlos und von fehlenden oberirdischen Fließgewässern gekennzeichnet. Es herrschen großflächige Getreidefelder vor. Zur Gemeinde Umpeau zählt neben dem Dorf Umpeau (auf 158 Metern über dem Meer) das drei Kilometer südwestlich gelegene Dorf Bréez (156 m). Nachbargemeinden vom Umpeau sind Champseru im Norden, Le Gué-de-Longroi im Nordosten, Oinville-sous-Auneau im Osten, Béville-le-Comte im Südosten sowie Houville-la-Branche im Süden und Westen.

## Ortsname
Zur Gründung der Gemeinde 1793 wurde der Ort bereits Umpeau genannt. Eine Schreibweise bis 1801 lautete Vinpan. Ab 1801 setzte sich aber der bis heute gebräuchliche Name Umpeau durch.

## Bevölkerungsentwicklung
| Jahr      | 1962 | 1968 | 1975 | 1982 | 1990 | 1999 | 2006 | 2014 | 2022 |
| --------- | ---- | ---- | ---- | ---- | ---- | ---- | ---- | ---- | ---- |
| Einwohner | 215  | 175  | 169  | 203  | 329  | 381  | 411  | 402  | 403  |

Im Jahr 1821 wurde mit 424 Bewohnern die bisher höchste Einwohnerzahl ermittelt. Die Zahlen basieren auf den Daten von cassini.ehess und INSEE.

## Sehenswürdigkeiten
- Kirche Saint-Lubin
- mehrere Flurkreuze
- Wasserturm

Kirche Saint-Lubin (St. Leobinus)
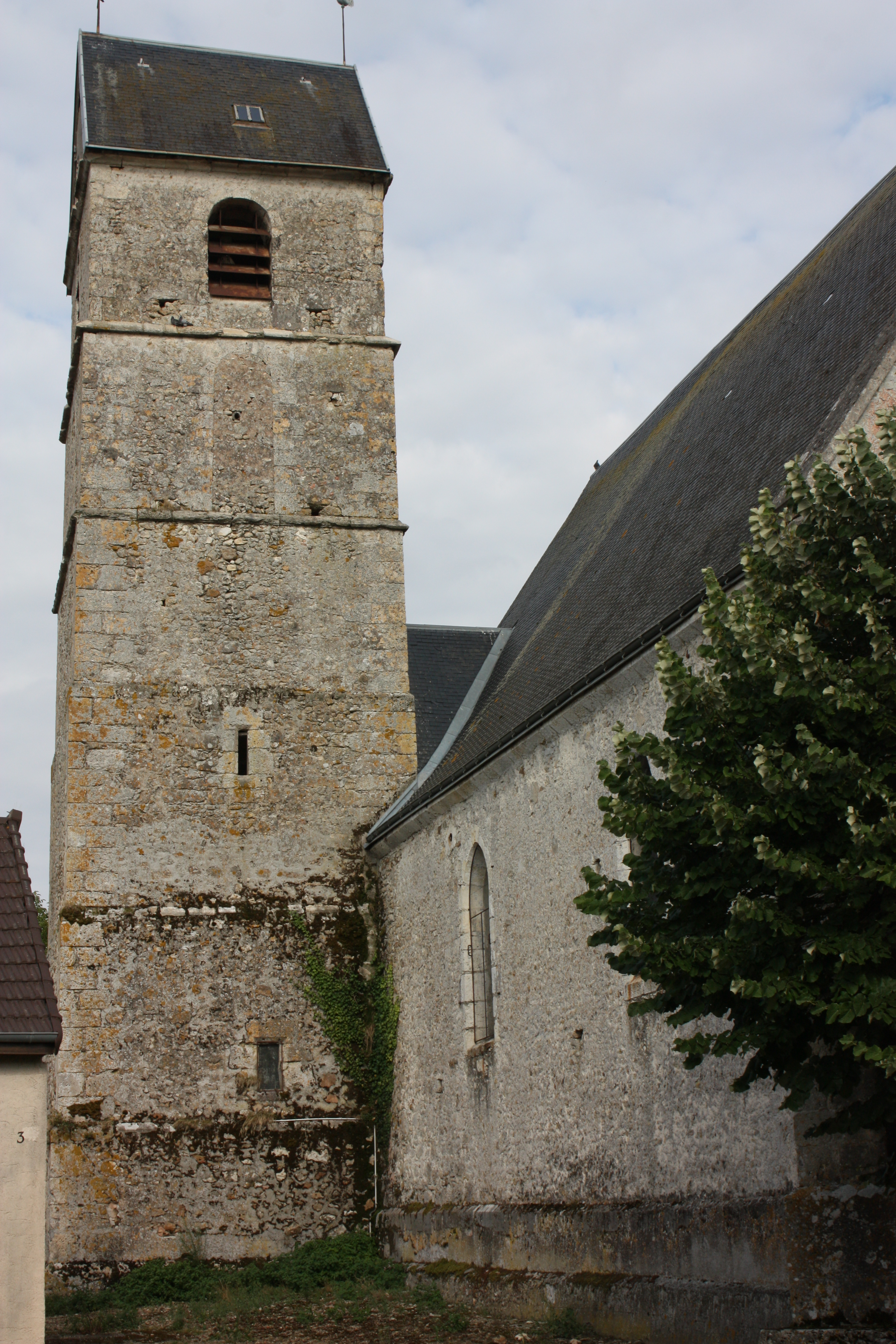
Turm
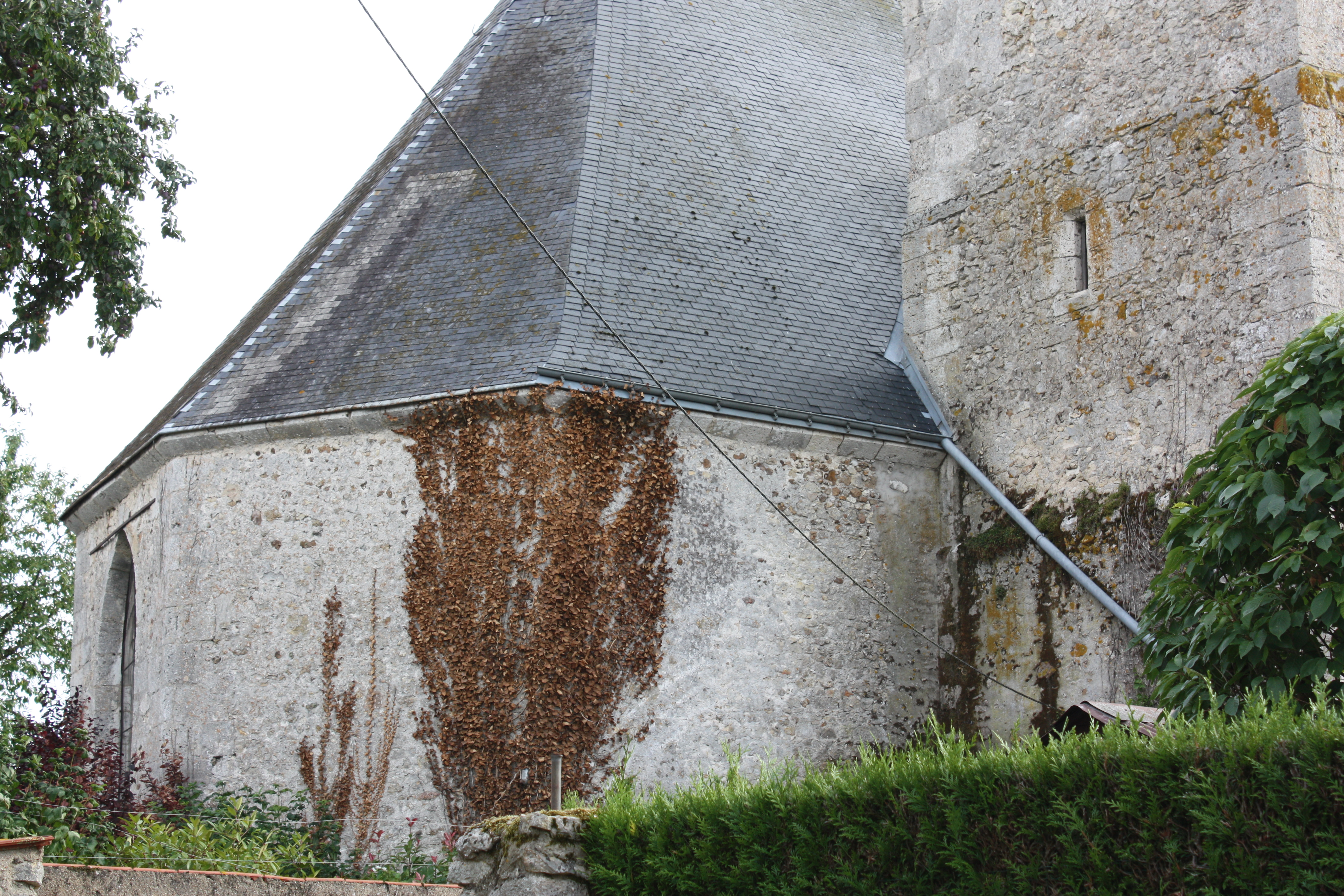
Apsis

## Wirtschaft und Infrastruktur
In der ländlich geprägten Gemeinde Umpeau sind 14 Landwirtschaftsbetriebe ansässig (fast ausschließlich Getreideanbau). (französisch)
Die Gemeinde Umpeau liegt an der Fernstraße D910 und der parallel verlaufenden Autoroute A11 von Chartres über Ablis nach Paris. Der nächste Bahnhof befindet sich zehn Kilometer westlich in der Gemeinde Auneau-Bleury-Saint-Symphorien.

## Belege
1. ↑  Ortsname auf cassini.ehess.fr (französisch)
2. ↑  Umpeau auf cassini.ehess.fr
3. ↑  Umpeau auf insee.fr
4. ↑  Landwirtschaftsbetriebe auf annuaire-mairie.fr